# La Revue de la semaine
 (mars 2017).
Si vous disposez d'ouvrages ou d'articles de référence ou si vous connaissez des sites web de qualité traitant du thème abordé ici, merci de compléter l'article en donnant les références utiles à sa vérifiabilité et en les liant à la section « Notes et références ».
La Revue de la semaine est un programme vidéo hebdomadaire diffusé sur YouTube par Jean-Luc Mélenchon, candidat du parti La France insoumise dans le cadre de la campagne pour l'élection présidentielle française de 2017. 
Du fait de ses audiences, Jean-Luc Mélenchon a décidé de continuer l'émission après l'élection. Le format de l'émission est d'environ 20 à 30 minutes et Jean-Luc Mélenchon y aborde 4 ou 5 sujets qu'il a jugé marquants dans l'actualité,. En 2017, chaque épisode est consulté environ 120 000 fois.